# Agence africaine du médicament
Pour les articles homonymes, voir AMA.
L'Agence africaine du médicament est une agence de réglementation des produits pharmaceutiques visant à mettre en commun les ressources et les expertises du continent africain afin de remédier au manque d'accès à des produits médicaux de qualité et abordables, au faible développement économique et à la réduction de la dépendance excessive à l'égard des produits médicaux importés.
Adopté par les chefs d'État et de gouvernement africains le 11 février 2019, le traité portant création de l’Agence africaine du médicament devait être ratifié par au moins 15 états et que cette ratification soit déposée auprès de la commission de l'Union africaine (UA) afin de pouvoir donner une existence opérationnelle à l'agence. Avec la ratification du Cameroun le 5 octobre 2021, cette étape est franchie,, et le traité entre en vigueur le 5 novembre 2021.

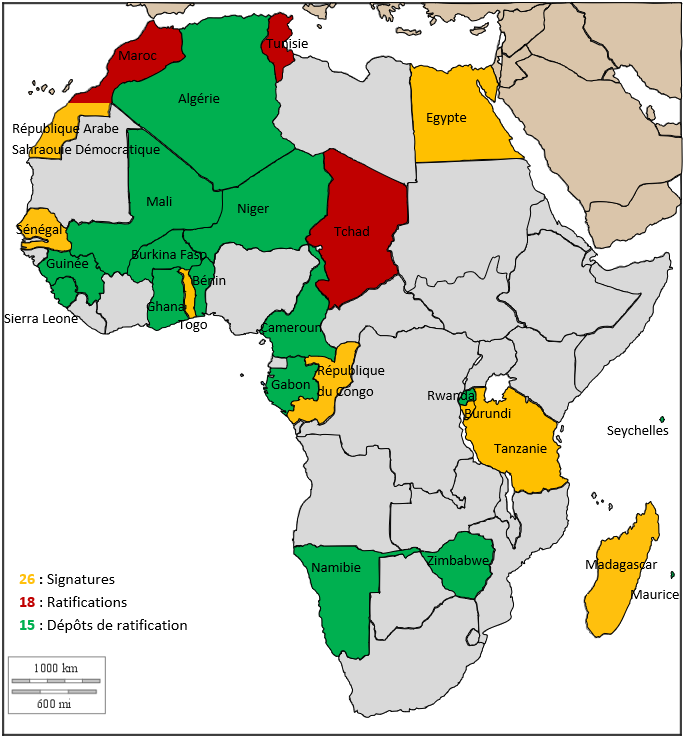
Statut de ratification du traité portant sur la création de l'AMA au 8 octobre 2021

Le siège de l'AMA sera localisé au Rwanda.

## Description
Le 11 février 2019, lors de la 32e conférence des chefs d’État et de gouvernement africains membres de l’Union africaine, le traité portant création de l’Agence africaine du médicament a été adopté. Ce traité acte la création de l’AMA et définit les objectifs, principes, et fonctions de l’agence et de ses membres. L’idée de cette agence a commencé à naître avec l’adoption en 2007 du Plan de Fabrication des Produits Pharmaceutiques pour l’Afrique (PMPA : Pharmaceutical Manufacturing Plan for Africa) par le conseil exécutif de l’Union Africaine sur la recommandation de la conférence des ministres de la santé, ce programme ayant pour vocation de remédier au manque d’accès à des produits pharmaceutiques de qualité et à des prix abordables pour l’ensemble de la population. C’est sur cette base qu’une première « feuille de route » pour la création d’une agence pharmaceutique inter-étatique a vu le jour. L’équipe chargée de faciliter la création de cette agence se réunit pour la première fois à Addis-Abeba (Ethiopie) en novembre 2014 afin de planifier et rendre opérationnelle la future agence. Le groupe de travail, créé par les ministres, la CUA (commission de l'Union africaine) et l’OMS, prévoit que l’agence en coordonnant les Autorités nationales de réglementation des médicaments (ANRP) pourra promouvoir et garantir un environnement réglementaire plus efficace et assurer la santé publique à travers le continent. Cette réunion voit la mise en place d’un plan quadriennal (2015-2018) pour rendre opérationnelle l’agence, ainsi qu’un plan d’affaires justifiant le besoin d’une agence continentale, les modalités de son élaboration, le plan d’entreprise, financier, son suivi et son évaluation.
L’AMA n’est pas destinée à être une agence autonome responsable de la réglementation des médicaments à travers le continent, et ne remplacera pas les autorités de réglementation nationale ou régionale existantes. Elle a été imaginée comme un organe de coordination qui contribuera à promouvoir l'adoption et l'harmonisation des politiques, normes et lignes directrices réglementaires sur les produits médicaux au niveau régional. L’AMA aidera à mettre en commun ce qui est souvent une expertise réglementaire limitée afin de tirer le meilleur parti des ressources limitées disponibles dans de nombreux pays africains.
L'AMA vise à promouvoir la santé des Africains en travaillant avec les États membres et les Communautés économiques régionales (CER) afin de garantir que les produits médicaux soient abordables, accessibles, sûrs, efficaces et de bonne qualité. Cela réduira à son tour le fardeau de la maladie et la mortalité sur le continent, ce qui permettra d'améliorer les indicateurs de développement. Les gens verront ainsi leur bien-être amélioré, resteront plus productifs ce qui participera à réduire la pauvreté.
Le modèle économique de l'AMA est conçu pour offrir un bon rapport qualité-prix des médicaments et se concentrer sur des interventions qui ont des résultats mesurables spécifiques (valeur sociale quantifiable) pour assurer l'impact souhaité pour les investisseurs sociaux et les partenaires. Ses diverses activités devraient profiter à tous les acteurs, l'harmonisation et la collaboration entre les ANRP devraient rationaliser les processus d'enregistrement, consolider les marchés nationaux fragmentés en marchés régionaux, réduisant ainsi le fardeau réglementaire pour l'industrie et permettant un accès plus rapide à un marché pharmaceutique plus large. Les ANRP verront leur travail facilité : le renforcement des capacités réglementaires, la mise en réseau d’expertises et d’informations, et l'apprentissage croisé, permettra de pallier le manque d’expertise qui existe encore dans de nombreux pays.